# Освобождаването на Свети Петър (Карачоло)
Освобождаването на Свети Петър (на италиански: Liberazione di san Pietro) е картина, нарисувана през 1615 г. от неаполитанския художник Батистело Карачоло. Платното с размери (310 × 207 см) е съхранено в Пио Монте дела Мизерикордия в Неапол.

## История
През 1614 г. картината е поръчана на художника Карло Селито, който умира същата година и не успява да изпълни поръчката. На следващата година поръчката е дадена на Батистело Карачоло, за чието изпълнение художникът получава 100 дуката.

## Описание
Картината изобразява свети Петър, освободен от ангела и разхождащ се сред потъналите в сън войници. В иконографията сцената изобразява милосърдния акт на освобождаване на затворниците.
Това е една от най-известните картини от неаполитанското изкуство в началото на XVII век. Платното оказва такова въздействие, че много от художниците, работещи в Неапол през същия век, повтарят композицията в своите картини. Има и няколко стилистични препратки, които свързват изпълнението на сцената с това на по-сложната композиция в платното Седемте милосърдни дела на Микеланджело да Караваджо, което украсява главния олтар на същата църква.
В картината на Карачоло се наблюда въздействието на Караваджо върху последователите му караваджисти. Действието се извършва в затвора през нощта. Лицата на героите в техните аспекти и реализъм се открояват, осветени от светлина прерязваща сцената. В дрехата на ангела и в оцветената в червено мантия на Свети Петър се откриват изящество и материални ценности, проявени в стила на художника, които се забелязват и в творчеството на Орацио Джентилески и Чеко дел Караваджо.
Според някои неотдавнашни изследвания става възможно да се проследи връзката на композицията на картината т Карачоло с едно друго платно – „Възкресението на Христос“, нарисувано от Караваджо за църквата „Сант'Анна дей Ломбарди“, унищожено при земетресението от 1805 г., което разрушава целия религиозен комплекс.

## Виж също
- Пио Монте дела Мизерикордия
- Батистело Карачоло